# Бурков, Афанасий Васильевич
Афанасий Васильевич Бурков (ум. 25 сентября 1920 года) — советский государственный деятель, председатель Слободского уисполкома (1919).

## Биография
Дата рождения неизвестна. По профессии скорняк.
В 1918 году вступил в РСДРП(б). В 1918 году служил начальником Слободской уездной милиции. В 1919 году был товарищем председателя Слободского уисполкома, а позже с февраля по апрель 1919 года был председателем Слободского уисполкома. Помимо этого был членом Слободского укома. После этого работал на различных революционных «ответственных постах».
Умер 25 сентября 1920 года от чахотки.